# Elezioni europee del 2004 in Spagna
Le elezioni europee del 2004 in Spagna si sono tenute il 13 giugno.

## Risultati
| Liste          | Liste | Gruppo PE             | Voti       | %     | Seggi |
| -------------- | --- | --------------------- | ---------- | ----- | ----- |
|                | Partito Socialista Operaio Spagnolo (PSOE) | PSE                   | 6.741.112  | 43,46 | 25    |
|                | Partito Popolare (PP) | PPE-DE                | 6.393.192  | 41,21 | 24    |
|                | Galeusca - Popoli d'Europa • Convergenza Democratica di Catalogna (CDC) • Partito Nazionalista Basco (PNV) • Unione Democratica di Catalogna (UDC) • Blocco Nazionalista Valenciano (BNV) • Blocco Nazionalista Galiziano (BNG) | - ALDE -              | 798.816    | 5,15  | 2 1 - |
|                | La Sinistra • Sinistra Unita (IU) • Iniziativa per la Catalogna Verdi (ICV) • Sinistra Unita e Alternativa (EUiA) | - GUE/NGL Verdi/ALE - | 643.136    | 4,15  | 2 1 - |
|                | Europa dei Popoli • Sinistra Repubblicana di Catalogna (ERC) • Eusko Alkartasuna (EA) • Unione Aragonese (CHA) • Partito Socialista d'Andalusia (PSA)                                                                           | - Verdi/ALE -         | 380.709    | 2,45  | 1 -   |
|                | Coalizione Europea (PA-CC-PAR-UV-UM-PAS-EU-CDN) | -                     | 197.231    | 1,27  | -     |
|                | I Verdi - Gruppo Verde | -                     | 68.536     | 0,44  | -     |
|                | Partito Cannabis per la Legalizzazione e la Normalizzazione | -                     | 54.460     | 0,35  | -     |
|                | Aralar | -                     | 19.993     | 0,13  | -     |
|                | Partito di Azione Socialista | -                     | 13.810     | 0,09  | -     |
|                | Centro Democratico e Sociale | -                     | 11.820     | 0,08  | -     |
|                | Per un Mondo più Giusto | -                     | 9.202      | 0,06  | -     |
|                | Candidatura di Unità Popolare | -                     | 8.180      | 0,05  | -     |
|                | Partito Operaio Socialista Internazionalista | -                     | 7.976      | 0,05  | -     |
|                | Partito Famiglia e Vita | -                     | 7.958      | 0,05  | -     |
|                | Altri <0,05% | -                     | 61.137     | 0,39  | -     |
| Totale         | Totale | Totale                | 15.417.268 |       | 54    |
| Voti in bianco | Voti in bianco | Voti in bianco        | 95.014     | 0,61  |       |
| Totale         | Totale | Totale                | 15.512.282 | 100   |       |